# Niphoparmena leleupi
Niphoparmena leleupi là một loài bọ cánh cứng trong họ Cerambycidae.